# Comté de Porcien
Ve siècle
Le comté de Porcien est un découpage apparu en Champagne lors de l'émergence de la féodalité, et qui tendait à  à sauvegarder l’intégrité territoriale d'un ancien pagus de l'époque carolingienne.

## Origine du nom
Le terme de porcien, variante orthographique de portien, correspond  au  pagus Portuensis, pagus Portensis, pagus Porcensis, territorium Portense, en raison du portus (du passage) sur l'Aisne utilisé par la voie romaine menant de Reims à Cologne.

## Historique
Les pagi étaient un découpage administratif hérité de l'Empire romain. Les empereurs carolingiens avaient placés à la tête de chaque pagi un fonctionnaire royal, appelé comte, nommé et révoqué par le souverain, une charge théoriquement non héréditaire. La champagne était divisée en plusieurs pagus : Flodoard cite le Dormois, le Voncois, le Stadunensis, le Châlonnois, l'Omois, le Laonnois, le Valois, le Porcien, le Tardenois, et le Soissonnois.
Le pagus de Portus est cité  dans le testament de St-Remy. De nombreux territoires y appartiennent à l'Église de Reims, à la suite de ce testament. Lors du Traité de Verdun en 843, le pagus portuensis est placé sous l'autorité de Charles le Chauve. Il devient dès lors un comté-frontière. Le Porcien et ses comtes endossent, de fait, le rôle de défenseurs du royaume contre le puissant voisin Lotharingien et surtout Germanique. Les décennies qui précèdent l'An mille sont marquées par des tensions politiques, liées au conflit entre Carolingiens et les Grands de la Francie, la lutte autour du siège archiépiscopal de Reims, et l'avènement en Germanie de la dynastie des Ottoniens qui ambitionnent, avec le Saint-Empire romain germanique, de reconstituer sous leur houlette l'ex-empire Carolingien (découpé en 843). Dans cette région, la force de la maison d’Ardenne, membre important de l’aristocratie lotharingienne, freine les tentatives d’émancipation des seigneurs féodaux dans plusieurs pagi de Champagne. Les comtes féodaux ardennais n’apparaissent qu’après l’an Mille. En Porcien, le lignage d'Etienne de Porcien puis de Roger de Porcien s'emploie à sauvegarder l’intégrité territoriale de l'ancien pagus. Aucun seigneur implanté dans ce pagus ne cherche  à usurper le titre de comte : la concurrence vient davantage des comtés et seigneuries périphériques qui cherchent à annexer des territoires. 
Au XIIe siècle, en 1120, le comté passe à une autre famille ardennaise, la maison de Grandpré. Plusieurs maisons se succèdent ensuite à la tête du comté de Porcien, la maison de Blois, la maison de Châtillon, la maison de Valois-Orléans, et la maison de Croÿ. 

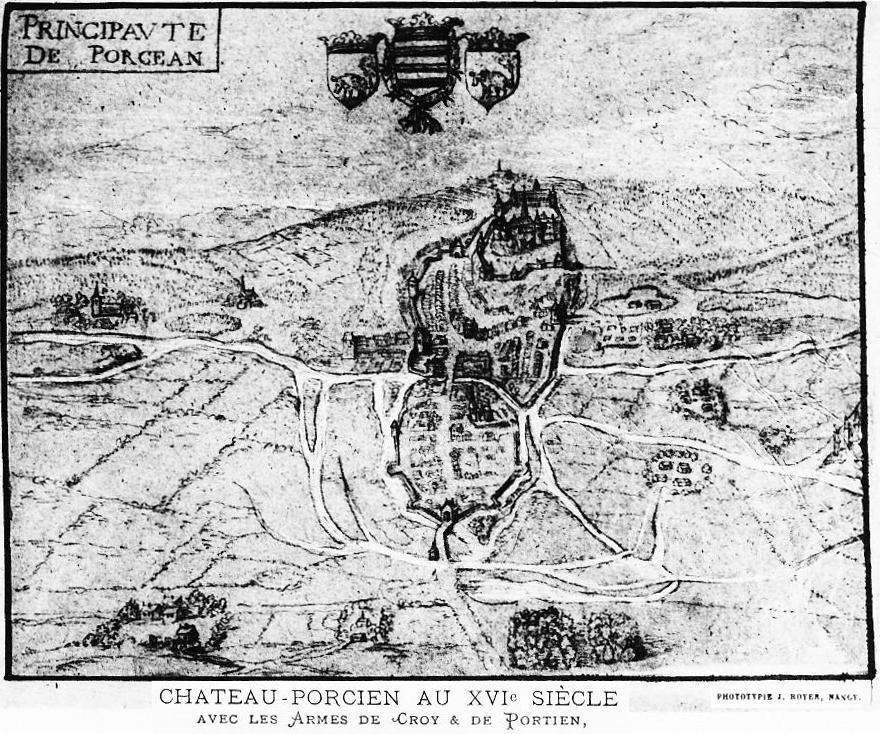
Principauté du porcien, avec armes, cabinet des estampes de la BnF.

Cette maison de Croÿ obtient que le comté soit transformé en principauté qui passe à la maison d'Arenberg. En 1608, le Porcien est vendu à Charles Ier de Mantoue, duc de Nevers et de Rethel et passe en 1608 dans la Maison de Gonzague, en 1659 au cardinal Mazarin, en 1661 dans la famille de La Porte de La Meilleraye, en 1738 dans la Maison de Durfort puis en 1781 dans la Maison d'Aumont de Rochebaron. En 1826, la 11e princesse Louise-Félicité d'Aumont de Rochebaron meurt. Elle s'était mariée en 1777 à Charles Anne de Grimaldi, duc de Valentinois, futur prince Honoré IV de Monaco, lui apportant à sa mort ses titres, dont celui de princesse de Porcien, transmis ainsi à la lignée princière de Monaco. Le titre, devenu bien sûr honorifique, est, depuis, porté par les Grimaldi.